# Burton Snowboards

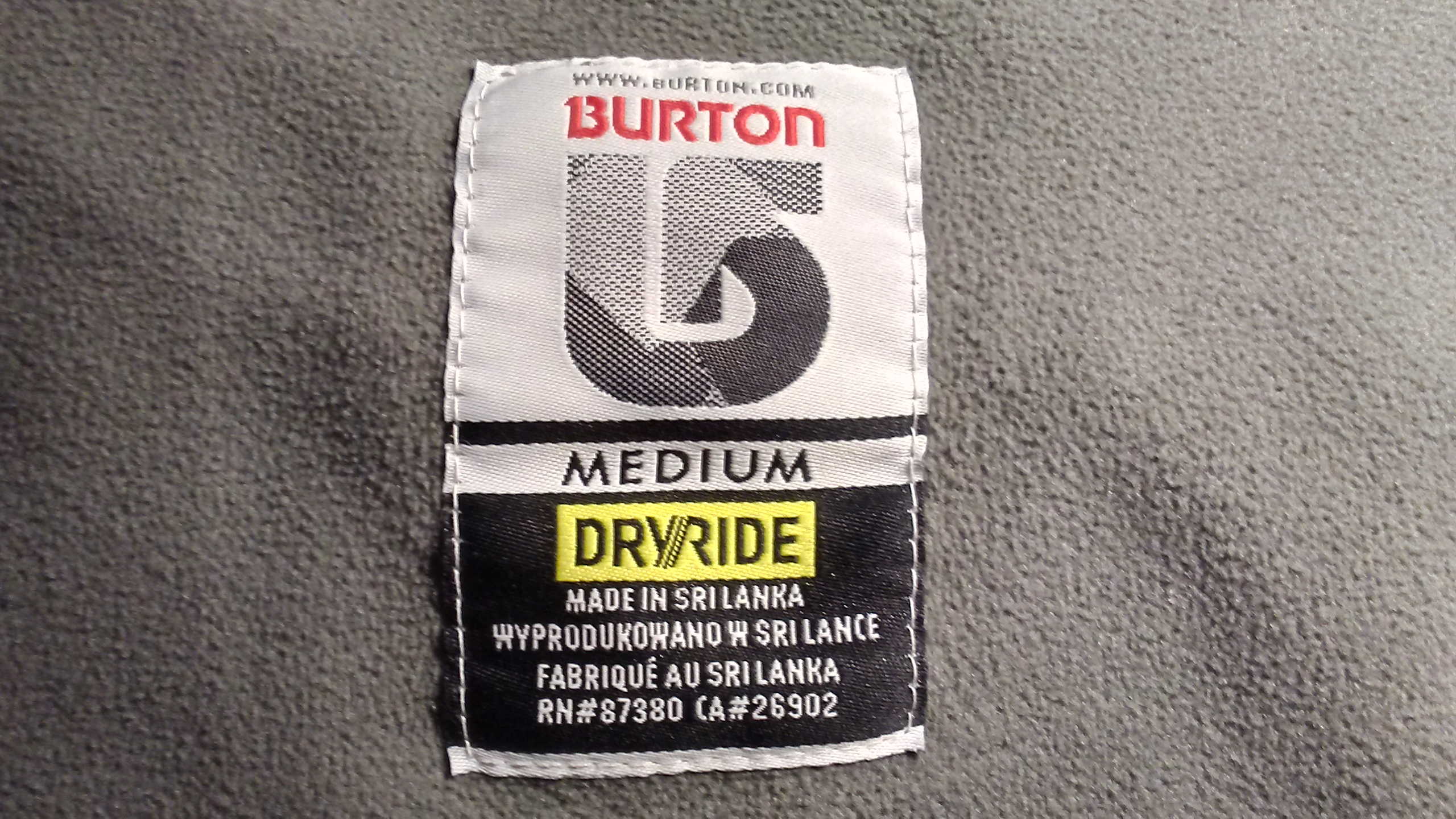
Logotyp na odzieży legalnie produkowanej na rynek polski

Burton Snowboards – jedna z największych firm produkujących sprzęt do snowboardingu na świecie. Firma została założona w 1977 roku przez Jake'a Burtona Carpentera w amerykańskim miasteczku Londonderry w stanie Vermont. Carpenter zmodywfikował snufera (nieco szerszą deskę do zjeżdżania po śniegu, z przymocowanym do niej sznurkiem mającym za zadanie umożliwić podstawową kontrolę nad nią), wynalezionego wcześniej przez Shermana Poppena, w deskę snowboardową nadając jej obecny kształt większości modeli produkowanych dzisiaj przez różne firmy. W 2016 roku produkty Burtona legalnie były sprzedawane w ponad 4,348 sklepach na świecie, w tym w 1,536 w Stanach Zjednoczonych. Do dziś przedsiębiorstwo jest własnością małżeństwa Carpenterów. Od 1985 roku Burton ma europejski oddział, w Innsbrucku w Austrii.
W 2014 roku firma zatrudniała czterystu pracowników w USA i około tysiąca na świecie.